# Jerzy Szmajdziński

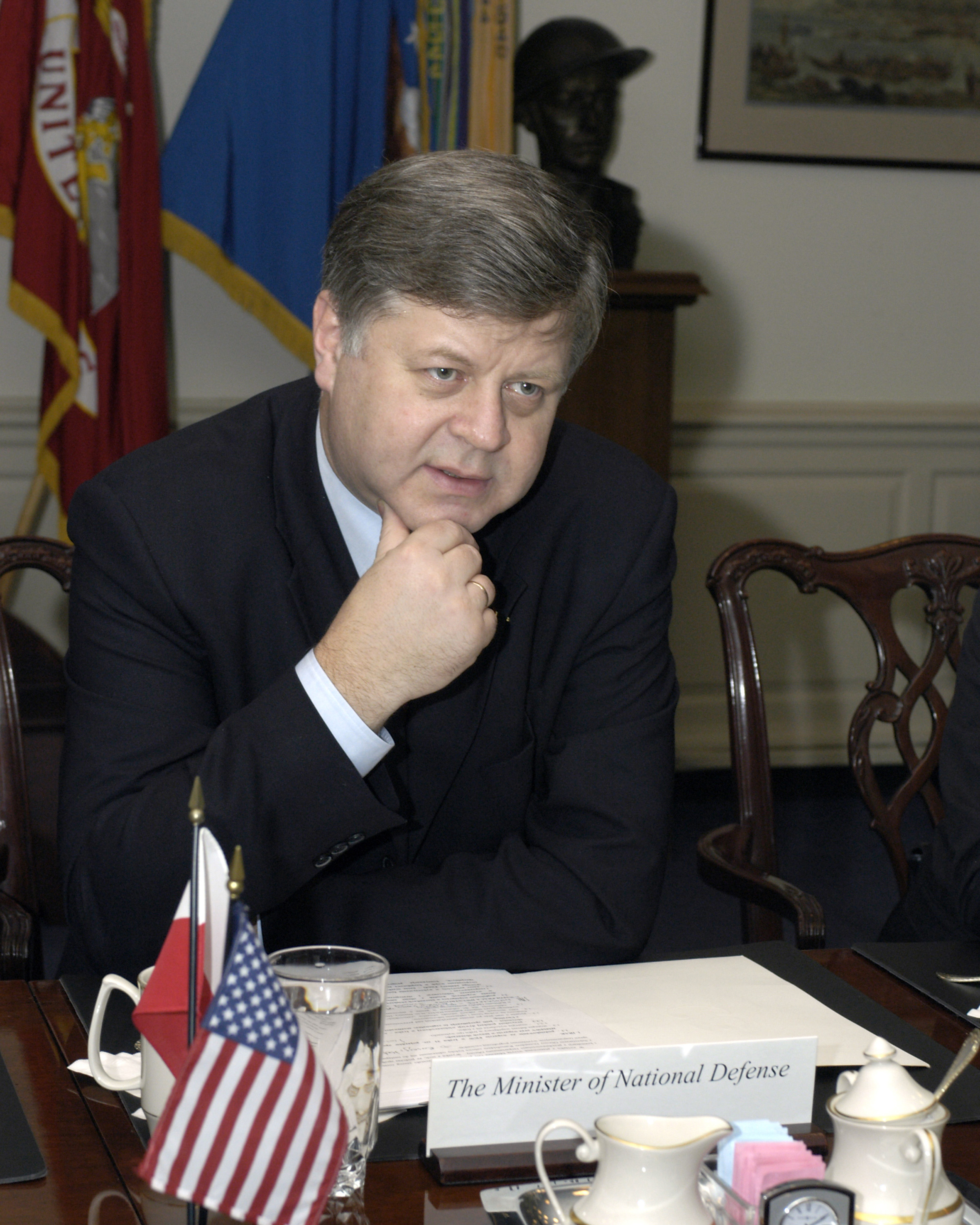
Jerzy Szmajdziński in 2005

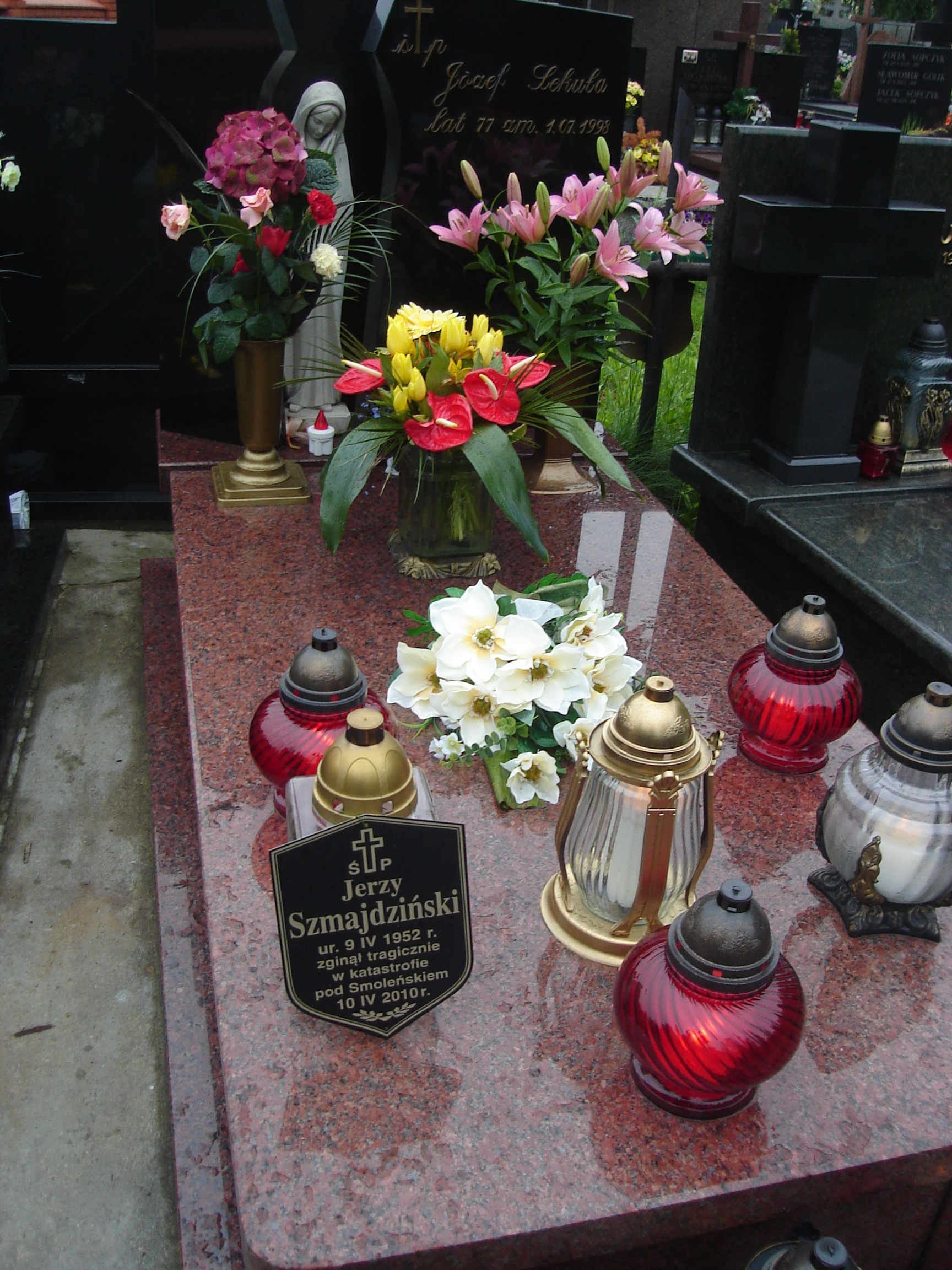

Jerzy Andrzej Szmajdziński (Wrocław, 9 april 1952 - bij Smolensk, 10 april 2010) was een Pools politicus.

## Biografie
Jerzy Szmajdziński studeerde in 1975 af aan de Economische Universiteit van Wrocław en begon zijn politieke carrière in de Poolse Verenigde Arbeiderspartij PZPR, waarvan hij lid was sinds 1973. In de periode 1984-1989 was hij voorzitter van het Hoofdbestuur van de jongerenorganisatie van de PZPR, de ZSMP en in 1986 werd hij lid van het Centraal Comité van de partij. In 1989 werd hij hoofd van de Afdeling Organisatie van het Centraal Comité.
Na de opheffing van de PZPR in 1990 werd Szmajdziński lid van de Sociaaldemocratie van de Republiek Polen (SdRP) en vervulde diverse functies binnen het landelijk bestuur van deze partij. Sinds 1999 was hij actief in de Alliantie van Democratisch Links (SLD), waarin de SdRP dat jaar was opgegaan. Van 1985 tot 1989 en daarna onafgebroken sinds 1991 was Szmajdziński lid van de Sejm, het Poolse lagerhuis, eerst namens de PZPR en later namens de SdRP en de SLD. In de Sejm was hij onder meer fractievoorzitter van de SLD.
Van 19 oktober 2001 tot 31 oktober 2005 was Szmajdziński minister van Defensie in de regeringen van Leszek Miller en Marek Belka. In 2007 werd hij vicevoorzitter van de Sejm en in 2008 vicevoorzitter van zijn partij, de SLD. In december 2009 werd hij uitgeroepen tot presidentskandidaat van de SLD voor de presidentsverkiezingen van 2010.
Op 10 april 2010 kwam Szmajdziński om het leven bij de vliegramp bij Smolensk.

## Familie
Szmajdziński had een vrouw, Małgorzata Szmajdzińska, en twee kinderen, Agnieszka en Andrzej.